# J. Cole
Jermaine Lamarr Cole, més conegut com J. Cole   (Frankfurt del Main, 28 de gener de 1985), és un raper, cantant, compositor, i productor musical nord-americà. Va néixer a l'hospital de la base general de l'Exèrcit dels Estats Units a Frankfurt, Alemanya. Als 8 mesos d'edat, ell i la seva mare es van mudar a Fayetteville, Carolina del Nord. És considerat per crítics i analistes com un dels millors rapers de tots els temps, i un dels més influents de la seva generació.
Va començar a ser conegut el 2007 després de l'llançament del seu primer mixtape 'The Come Up'. Poc després va signar un contracte amb Roc Nation, el segell discogràfic de Jay-Z. Cole va llançar el seu primer àlbum d'estudi, "Cole World: The Sideline Story", el 2011. Va debutar en el número u en els EE. UU. Billboard 200, i aviat va ser certificat disc de platí per l'Associació de la Indústria de la Gravació d'Amèrica (RIAA) .2 els seus següents dos llançaments, Born Sinner el 2013 i Forest Hills Drive 2014 el 2014, van rebre crítiques positives, i tots dos van obtenir el certificat de platí als Estats Units. Aquest últim li va valer la seva primera nominació el Premi Grammy a el Millor Àlbum de Rap de 2014. Al desembre de 2016, va llançar el seu quart àlbum d'estudi 4 Your Eyez Only. L'àlbum va debutar en el número u en la llista Billboard 200 i es va certificar platí a l'abril de 2017.
Autodidacta de piano, Cole també treballa com a productor juntament amb la seva carrera de raper, realitzant la majoria de la producció en els seus propis projectes, a més d'haver produït singles per a artistes com Kendrick Lamar o Janet Jackson. També ha desenvolupat altres projectes, com Dreamville Records, un segell discogràfic creat per Cole en 2009, així com l'organització sense ànim de lucre Dreamville Foundation.
El 16 d'abril del 2018, va anunciar per sorpresa un concert gratuït al Teatre Gremercy a Nova York. L'esdeveniment resultaria ser una sessió d'escolta per al seu quart àlbum en camí titulat KOD, amb data de llançament per al 20 d'abril d'aquest mateix any. A l'endemà, Cole va fer una altra sessió d'escolta a Londres. L'àlbum estaria conformat per dotze cançons i dues features, tots dos de l'alter ego de Cole, Kill Edward.